# Цареградцев, Аркадий Петрович
Аркадий Петрович Цареградцев (5 декабря 1982, Красноярск) — российский автогонщик-дрифтер, организатор, судья, чемпион Drift Battle 2013, чемпион RDS-Сибирь 2014 и 2016 года, чемпион RDS GP 2022. В настоящее время продолжает выступать в RDS GP Российской Дрифт Серии за команду LECAR Одержимые Моторспорт.

## Биография

### До 2012: До карьеры в дрифте
С раннего детства увлекался автомобилями. Первый самостоятельный опыт управления автомобиля получил за рулем Москвича-412 в 16 лет, на котором впервые пробовал ездить в управляемом заносе. Увлечению автомобилями поспособствовал фильм Форсаж, после которого Аркадий начал участвовать в уличных гонках, а впоследствии и легальных соревнованиях, постепенно совершенствуя умение управлять автомобилем. Дрифт впервые увидел на японских компакт-дисках. В юности торговал дисками на радиорынке, после чего работал водителем и торговым представителем жвачки. Тренировался зимой на замерзшем озере Песчанка на Subaru Forester на «супершипе». Начал участвовать в организации и судействе соревнований, в том числе благодаря развитию местного тематического форума GT-Клуб Красноярск, где использовал псевдоним «Stylzz». Работал в компании по импорту японских автомобилей, благодаря чему имел возможность стать обладателем японского спортивного автомобиля, чем и воспользовался приобретя Mazda RX-7 третьего поколения (FD), на которой выиграл первый сезон серии Time Attack Series на открывшейся в Красноярске кольцевой гоночной трассе Красное Кольцо. В 2008 году совместно с Георгием Чивчяном организует соревнования по дрифту на бетонной площадке с названием Drift Battle. В 2009 году организует первые дрифт заезды на Красном Кольце. Показав организаторские способности, в 2010 году становится директором Красного Кольца.

### 2012–2017: Становление в Сибири и поездки в Японию
В рамках работы на Красном кольце знакомится с Анатолием Зарубиным, вместе с которым Аркадий снимает видео о подготовке к участию в дрифт соревнованиях в сезоне 2012 года, где бросает вызов Георгию Чивчяну, ставшему в 2011 году чемпионом Drift Battle. Несмотря на изначальное нежелание чемпиона сниматься, Георгий и Анатолий записывают ответное видео, в результате чего начинается ставшее знаменитым противостояние Аркадия и Георгия. Выступает под спонсорством шинного производителя Federal Tyres. Участие Цареградцева в сезоне стало возможно благодаря спонсированию компании «Восточный Терминал», которые предоставили автомобиль Nissan Skyline BNR32 GT-R, получивший название «BADASS», и техническую поддержку. Выбор на Skyline пал в связи с наличием его и подходящих запчастей у спонсора. Изначально Аркадий планировал постройку Toyota Soarer. По результатам сезона Аркадий становится вице-чемпионом Drift Battle, уступив победу в чемпионате Георгию Чивчяну.
В начале 2013 года участвует в соревнованиях на снегоходе. Становится чемпионом Drift Battle 2013 года, победив при этом на первом этапе чемпионата на позаимствованном автомобиле Nissan Cefiro A31 с не подвергнутым доработкам двигателем 1JZ-GTE по причине технической неготовности основного автомобиля Nissan Skyline R32. Выигрывает 6-й этап РДС-Запад. В ноябре 2013 года вместе с Георгием Чивчяном отправляется в Японию на 6-й этап старейшего дрифт чемпионата D1GP в качестве споттера.
В 2014 году вновь становится чемпионом Сибири, но уже в чемпионате под брендом РДС-Сибирь, пришедшему на смену Drift Battle. Занимает второе место в одноэтапном чемпионате Супер Дрифт битва, уступив Георгию Чивчяну и пройдя в стадии топ-8 известного японского дрифтера Хибино Тэцуя. Становится победителем пятого этапа РДС-Восток, победив в финале Георгия. Принимает участие в D1 Primring GP, где проигрывает заезд с многократным чемпионом D1GP Ёши Иммамурой.
В сезоне 2015 года занимает 4-ю строчку в чемпионате RDS-Сибирь, пропустив 1-й и 5-й этапы чемпионата. Также участвует на арендном автомобиле Nissan Silvia S15 в D1GP в 4, 5 и 6 этапах и в D1 Primring GP.
В 2016 году становится атлетом команды Fail Crew, получает спонсорство шинного бренда Toyo Tires и завоевывает чемпионство в РДС-Сибирь, а также становится вторым на 4 и 5 этапах РДС-Запад. Участвует в D1 Primring GP, уступив в топ-8 Дмитрию Ермохину. Становится шестым на Гранд Финале RDS 2016.

### 2017–2020: Новый автомобиль и новый регион

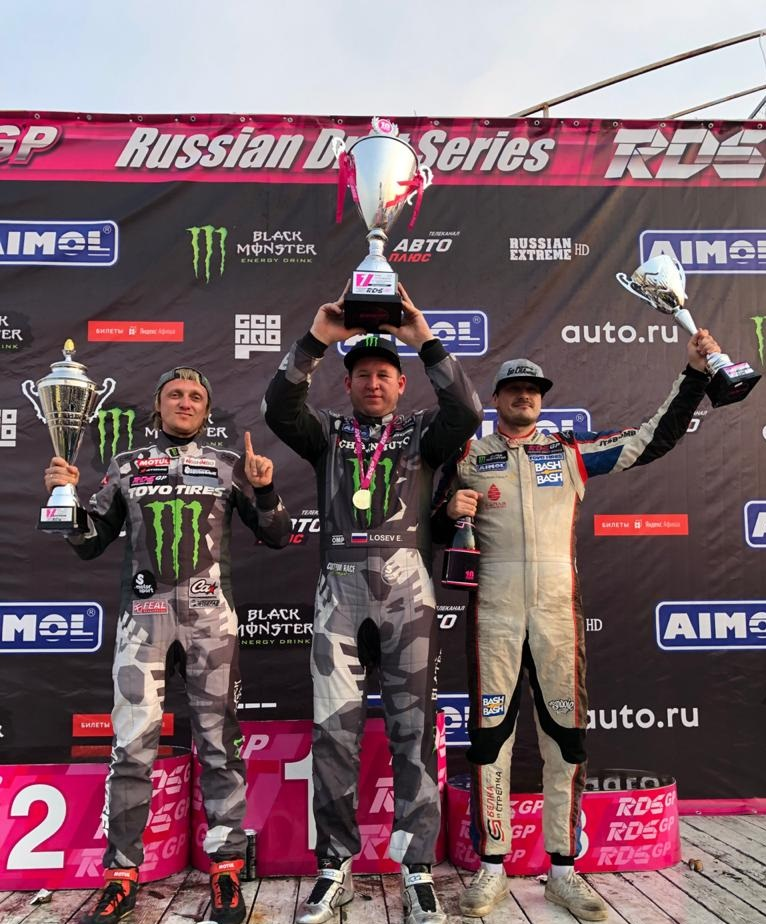
Аркадий Цареградцев в составе команды Fail Crew 2019—2020 на подиуме RDS GP (слева направо: Аркадий Цареградцев, Евгений Лосев, Иван Никулин)

Перед сезоном 2017 года продается Nissan Skyline «BADASS» R32 и приобретается новый автомобиль в рассрочку — Nissan Skyline R34 с двигателем RB30.
В новом сезоне Аркадий становится постоянным участником РДС-Запад, который благодаря участию чемпионов других региональных серий перерастает в главный чемпионат страны. По итогом сезона Аркадий занимает 3-е место. Участвует в D1 Primring GP. Участвует в первом Интерконтинентальном кубке ФИА по дрифту в Японии на острове Одайба, где занимает 2-е место по итогу двух проведенных этапов, уступая японскому многократному чемпиону D1GP Масато Кавабата. Переезжает в Сочи.
К сезону 2018 года изменяет конфигурацию автомобиля: вместо RB30 устанавливается VR38DETT от Nissan GT-R мощностью 1192 лошадиные силы, а в качестве подвески теперь используется полный комплект подвески WISEFAB. Участвует в новой международной серии RDS GP, где становится третьим. Участвует в D1 Primring GP 2018, а затем и в Интерконтинентальном кубке ФИА по дрифту, где проигрывает Георгию Чивчяну в топ-8.
В 2019 году участвует в фестивале Байкальская миля, где вместе Сергеем Кабаргиным устанавливает рекорд скорости по парному дрифту на льду. В сезоне RDS GP 2019 Аркадий занимает 4 место. Организует и судит в Сочи зимний чемпионат по летнему дрифту Sochi Drift Challenge.

### 2020–настоящее время: «Зедка» и борьба за чемпионство
К сезону 2020 года готовит новый автомобиль: Nissan 370Z с двигателем VR38DETT и подвеской WISEFAB. С 2020 года перестает быть атлетом Toyo Tires и переходит под спонсорство Sailun Tires. В сезоне RDS GP 2020 года занимает 5-е место, выиграв 4 квалификации из 6 возможных. В межсезонье проводит второй сезон Sochi Drift Challenge, который набирает популярность как у зрителей, так и у пилотов, и становится ежегодным. 

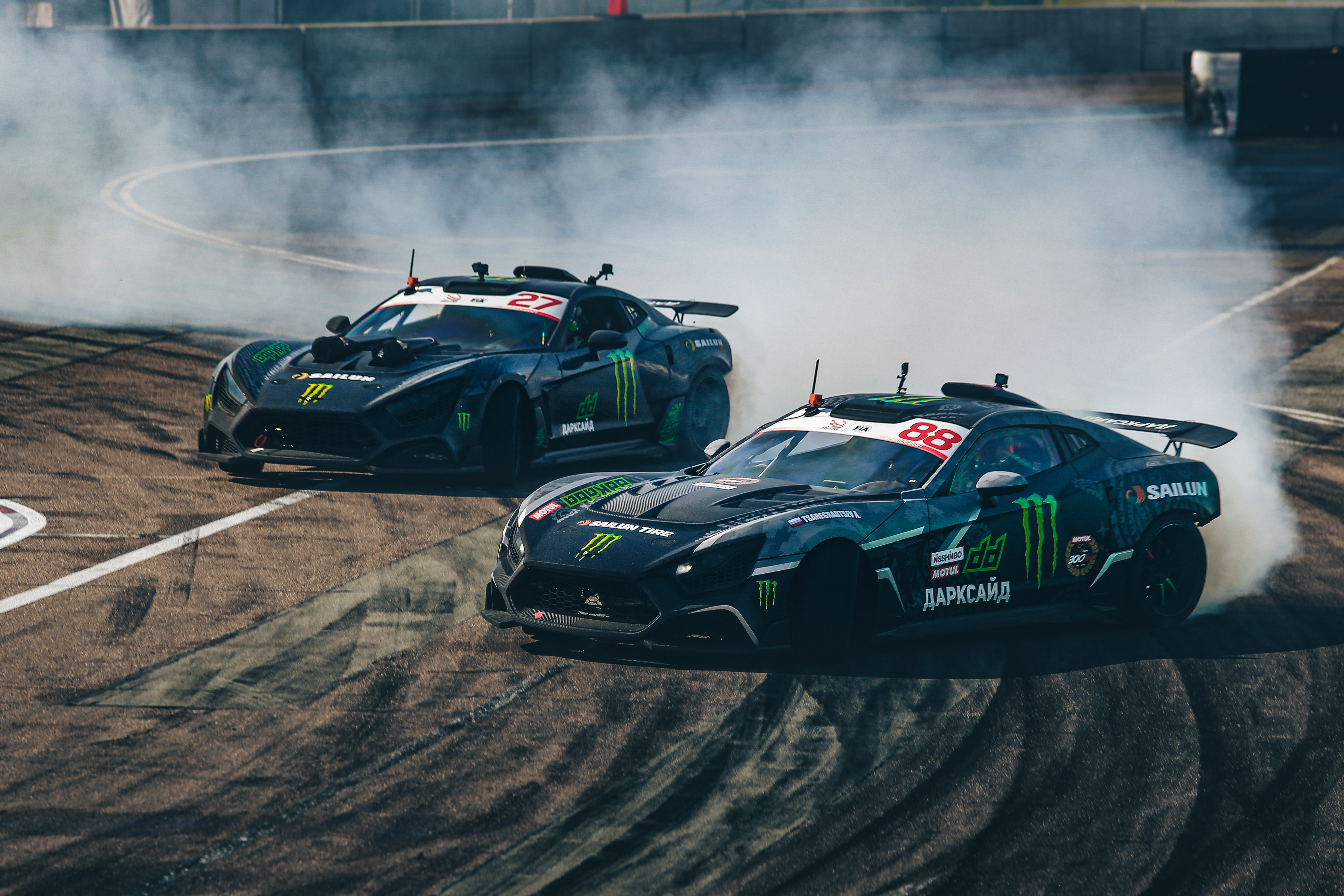
Аркадий Цареградцев (номер 88) и Сергей Кабаргин на FIA IDC 2021

В 2021 году участвует в проекте Дорога в дрифт. Участвует в Интерконтинентальном кубке ФИА по дрифту в Латвии на трассе Бикерниеки на автомобиле Сергея Кабаргина Flanker F с двигателем VR38. В сезоне RDS GP 2021 Аркадия сопровождает возгорание автомобиля: на 2 этапе в Нижнем Новгороде возгорание приводит к смене автомобиля, в Красноярске машина загорается в парном заезде, а на финальном этапе в Сочи автомобиль загорается в шпильке в процессе квалификационного заезда, который пилот заканчивает с охваченной огнем задней частью, однако машина позволяет провести "байран" в топ-32, а на следующий день к топ-16 её удается привести в готовое к соревнованиям состояние и продолжить борьбу за чемпионский титул. Стать чемпионом Аркадию не получилось: он стал 4 в общем зачете. Причиной возгораний карбон-кевларовых элементов автомобиля было названо неудачное расположение выхлопной трубы, которая извергает горящее топливо при сбросе газа и поджигает тем самым резиновую крошку.
В 2022 году становится первым дрифт-пилотом, участвовавшим в Гонке чемпионов. Участвует в первом этапе чемпионата России по ралли. В новом сезоне 370Z Аркадия получает название «FireLady Z», что отсылает к японской версии названия автомобиля «FairLady Z». Автомобиль вновь возгорается на первой квалификационной попытке первого этапа RDS GP, но без серьёзных последствий. Также возгорание было на этапе на АДМ Мячково, где последствия также оказались минимальными. В 2022 году впервые выиграл главный российский дрифт-турнир — RDS GP, получивший в этом сезоне новое название и статус: Чемпионат РАФ RDS GP 2022. Для решения проблем с возгоранием в автомобиле заменили титановую выхлопную трубу на трубу из нержавеющей стали.
Участвовал в Гонке чемпионов-2023. Занимает второе место в зимних соревнованиях по дрифту Sintec Winter Drift Battle в Красноярске. 26 февраля в Набережных Челнах занимает второе место в гонке KAMAZ-MASTER INTERNATIONAL ICE RACE на спортивных грузовиках КАМАЗ. Побеждает в соревнованиях по джимхане YUKA DRIVE FEST 2023. Сезон RDS GP 2023 в звании действующего чемпиона складывается неудачно: несмотря на две бронзовых медали, которые пилот получил на 2 этапе в Нижнем Новгороде и на 7 этапе в Сочи, 1 и 6 этап заканчиваются для Аркадия в топ-16, а с 3 по 5 этап впервые с 2019 в рамках RDS GP — в топ-32. И как итог — 10 место по итогу сезона. Неудачи в сезоне привели к экспериментам с подвеской: на 6 этапе Аркадий использует переднюю подвеску Parts Shop MAX. На 7 этапе передняя подвеска от Wisefab вернулась в состав автомобиля, но с изменёнными настройками. Также неудачи в сезоне побудили Аркадия полностью отказаться от алкоголя.
Организуемые Аркадием соревнования Sochi Drift Challenge в сезоне 2023–2024 планировалось проводить на территории Сочи Автодрома, но с новым названием – Sirius Drift Challenge. Первый этап успешно прошёл на указанной трассе и собрал 90 пилотов. Однако позднее остальные этапы были отменены из-за запрета нового руководства трассы. Этапы все же были проведены позднее в Усть-Лабинске и в Сочи на территории комплекса трамплинов «Русские горки» под прежним названием Sochi Drift Challenge.
Спустя 14 лет приобретает Mazda RX-7, на которой установил рекорд круга Красного Кольца, для участия в качестве «финального босса» и помощи в организации серии фестивалей Джимканы YUKA DRIVE FEST 2024. Покидает команду Fail Crew и основывает собственную команду, которая получила название Evolution Yuka ADV by Одержимые Моторспорт. В сезоне 2024 года на 370Z была заменена задняя подвеска на Parts Shop MAX. На первом этапе RDS GP 2024 года одерживает победу в квалификации, парных заездах и командном зачете. Занимает первое место в квалификациях 3 этапа на обратной конфигурации Irgora Drive и 5 этапа на Moscow Raceway. Побеждает в личном и командном зачетах на 6 этапе RDS GP на Красном Кольце. Получает максимальные победные 100 баллов в обоих квалификационных проездах 7 этапа на трассе Игора Драйв, что делает Аркадия первым показавшим такой результат в  квалификации пилотом в истории РДС. В парных заездах заслуживает 3 место на этапе и 3 место по итогу сезона 2024 года. С 26 по 28 июля 2024 года участвовал в открытых тренировках и дрифт-шоу Central Asia Drift Show (CADS) в Казахстане. Приобретает Toyota Yaris GR и объявляет о постройке этой машины для сезона 2026 года.

## Результаты

### FIA INTERCONTINENTAL DRIFTING CUP
| Год  | Автомобиль                 | День 1           | День 1        | День 2           | День 2        | Место | Очки |
| Год  | Автомобиль                 | Одиночные заезды | Парные заезды | Одиночные заезды | Парные заезды | Место | Очки |
| ---- | -------------------------- | ---------------- | ------------- | ---------------- | ------------- | ----- | ---- |
| 2017 | Nissan Skyline BadAss R34  | 6                | 3             | 2                | 1             | 2     | 103  |
| 2018 | Nissan Skyline BadAss VR34 | -                | -             | -                | -             | 8     | -    |
| 2021 | Flanker F VR               | -                | -             | -                | -             | 13    | 84   |

### D1GP
| Год  |             | Автомобиль        | 1 | 2 | 3 | 4     | 5             | 6           | Место | Очки |                             |
| ---- | ----------- | ----------------- | - | - | - | ----- | ------------- | ----------- | ----- | ---- | --------------------------- |
| 2015 | Общий зачет | Nissan Silvia S15 | - | - | - | ЭС 20 | СОМ Тех. Сход | ОДБ Не уч.* | 38    | 5    | [ 76 ] [ 77 ] [ 78 ] [ 79 ] |
| 2015 | Зачет Тансо | Nissan Silvia S15 | - | - | - | ЭС 16 | СОМ Тех. Сход | ОДБ Не уч.* | 36    | 8    | [ 76 ] [ 77 ] [ 78 ] [ 79 ] |

*  – для возможности участия необходимо состоять в топ-24 текущего сезона.

### Drift Battle/RDS Siberia
| Год  | Чемпионат    | Автомобиль                   | 1    | 2    | 3    | 4    | 5    | 6    | Место | Очки |        |
| ---- | ------------ | ---------------------------- | ---- | ---- | ---- | ---- | ---- | ---- | ----- | ---- | ------ |
| 2012 | Drift Battle | Nissan Skyline BadAss GT-R32 | КК 2 | КК 2 | КК 1 | КК 2 | -    | -    | 2     | 826  | [ 14 ] |
| 2013 | Drift Battle | Nissan Skyline BadAss GT-R32 | КК 1 | КК 2 | КК 1 | КК 1 | -    | -    | 1     | 857  | [ 16 ] |
| 2014 | RDS Siberia  | Nissan Skyline BadAss GT-R32 | КК 1 | НЭ 3 | КК 2 | НЭ 2 | КК 1 | КК 1 | 1     | 1073 | [ 80 ] |
| 2015 | RDS Siberia  | Nissan Skyline BadAss GT-R32 | -    | КК 6 | КК 4 | КК 3 | -    | КК 4 | 4     | 584  | [ 22 ] |
| 2016 | RDS Siberia  | Nissan Skyline BadAss GT-R32 | КК 1 | НЭ 1 | -    | КК 3 | НЭ 2 | КК 2 | 1     | 1056 | [ 23 ] |

### Кубки
| Название               | Дата               | Место проведения | Автомобиль           | Результат |                      |
| ---------------------- | ------------------ | ---------------- | -------------------- | --------- | -------------------- |
| Супер Дрифт Битва 2012 | 25-26 августа 2012 | Красное Кольцо   | Badass GTR 32        | 13        | [ 81 ] [ 82 ]        |
| Супер Дрифт Битва 2013 | 7-8 сентября 2013  | Красное Кольцо   | BadAss Federal GTR32 | 5         | [ 83 ] [ 84 ] [ 85 ] |
| Супер Дрифт Битва V    | 5-7 сентября 2014  | Красное Кольцо   | TMS BadAss GT-R32    | 2         | [ 86 ] [ 87 ]        |
| Гранд Финал RDS 2016   | 9-11 сентября 2016 | Красное Кольцо   | Nissan Skyline       | 6         | [ 88 ] [ 89 ]        |
| Зимний кубок RDS 2024  | 19-20 января 2024  | СК «Лужники»     | ВАЗ 2104             | 3         | [ 90 ] [ 91 ]        |

### RDS-Запад/RDS 2017
| Год  | Автомобиль                   | 1    | 2      | 3     | 4    | 5     | 6    | 7     | Место | Очки |               |
| ---- | ---------------------------- | ---- | ------ | ----- | ---- | ----- | ---- | ----- | ----- | ---- | ------------- |
| 2013 | Nissan Skyline BadAss GT-R32 | -    | -      | -     | -    | -     | НК 1 | -     | 28    | 209  | [ 18 ]        |
| 2016 | Nissan Skyline BadAss GT-R32 | -    | -      | -     | АА 2 | НК 2  | -    | -     | 14    | 406  | [ 24 ] [ 25 ] |
| 2017 | Nissan Skyline BadAss R34    | MR 1 | НК НКв | АА 11 | СА 3 | АА 15 | НК 1 | АА 19 | 3     | 827  | [ 92 ]        |

### RDS GP
| Год  | Автомобиль                 | 1      | 2     | 3     | 4     | 5      | 6     | 7    | Место | Очки |        |
| ---- | -------------------------- | ------ | ----- | ----- | ----- | ------ | ----- | ---- | ----- | ---- | ------ |
| 2018 | Nissan Skyline BadAss VR34 | MR 2   | АА 3  | НК 2  | СА 6  | СА НКв | КК 17 | ПК 3 | 3     | 940  | [ 93 ] |
| 2019 | Nissan Skyline BadAss VR34 | MR НКв | АА 7  | НК 2  | МК 3  | КК 17  | СА 3  | -    | 4     | 896  | [ 33 ] |
| 2020 | Nissan 370Z BadAss VR-Z    | АА 15  | НК 5  | ИД 4  | МК 3  | АА НКв | СА 3  | -    | 5     | 747  | [ 94 ] |
| 2021 | Nissan 370Z BadAss VR-Z    | MR 1   | НК 12 | ИД 4  | АА 2  | КК 2   | МК 13 | СА 5 | 4     | 1061 | [ 95 ] |
| 2022 | Nissan 370Z FireLady Z     | MR 5   | НК 4  | МК 4  | КК 1  | ИД 4   | MR 2  | СА 1 | 1     | 1251 | [ 46 ] |
| 2023 | Nissan 370Z FireLady Z     | MR 10  | НК 3  | ИД 20 | МК 17 | КК 20  | MR 12 | СА 3 | 10    | 687  | [ 96 ] |
| 2024 | Nissan 370Z FireLady Z     | MR 1   | НК 14 | ИД 9  | МК 11 | MR 9   | КК 1  | ИД 3 | 3     | 864  | [ 97 ] |

### GT4
| Год  | Класс             | Автомобиль          | Место | Очки |         |
| ---- | ----------------- | ------------------- | ----- | ---- | ------- |
| 2012 | GT                | Лада Калина         | 7     | 26   | [ 98 ]  |
| 2012 | 2400              | Лада Калина         | 1     | 104  | [ 98 ]  |
| 2012 | Общий зачет GT4   | Лада Калина         | 3     | 95   | [ 98 ]  |
| 2013 | 2400              | Honda Civic         | 2     | 154  | [ 99 ]  |
| 2013 | Общий зачет       | Honda Civic         | 4     | 107  | [ 99 ]  |
| 2014 | GT                | Seat Leon Supercopa | 3     | 100  | [ 100 ] |
| 2014 | 2400              | Honda Civic FN2     | 10    | 40   | [ 100 ] |
| 2015 | Объединённый 2400 | Honda Civic FN2     | 8     | 77   | [ 101 ] |